# Ana María Flores
Ana María Flores Sanzetenea (Sucre, Bolivia; 29 de julio de 1952) es una ingeniera, empresaria, ex senadora y política boliviana. Es conocida también por su candidatura a la presidencia de Bolivia en las Elecciones generales de 2009, saliendo en quinto lugar. 

## Biografía
Ana María Flores nació el 29 de julio de 1952 en la ciudad de Sucre, Bolivia. Hizo sus estudios primarios y secundarios en su ciudad natal. Continuó luego con sus estudios superiores, viajando a los Estados Unidos para estudiar la carrera de ingeniería civil en el Trinity College. Contrajo también allá matrimonio con un ciudadano estadounidense. Pocos años después de su matrimonio, Flores enviudaría con una hija.
Durante su vida laboral, Flores se dedicó íntegramente a la vida empresarial en la cual fue gerente general y propietaria a los 27 años, desde 1979 hasta 1984 de la empresa Whenhell la cual se dedicaba al rubro de equipo minero y construcción. Fue también representante de las empresas Renardet Ingenieurs durante el periodo 1984-1992; de la empresa Santi Consulting desde 1990 hasta 1997 y de la empresa Iberasa desde 1992 hasta 1998.
Cabe mencionar también de que Flores fue propietaria desde 1995 del grupo de inversiones Cristal, propiedad que culminó en 2002. 

## Ámbito político
A sus 50 años (2002) el partido político de Nueva Fuerza Republicana (NFR) liderado por ex militar y político Manfred Reyes Villa, la invitó a participar en las elecciones, en ellas Flores salió ganadora ocupando el cargo de senadora de su país representando en el congreso nacional boliviano al Departamento de La Paz. Se separó de su partido tras la guerra de Gas ocurrida en 2003, durante el segundo gobierno del presidente Gonzalo Sánchez de Lozada, este evento también supuso la formación del  "Grupo Transversal", un conjunto de senadores que habían renunciado a sus respectivos partidos políticos después de que se produjera la masacre de octubre. Flores contribuyó a denunciar varios hechos de nepotismo en el congreso boliviano.[cita requerida] Ocupó el cargo senatorial hasta el año 2005.
Tras 4 años de su salida del cargo de senadora, a sus 57 años, Flores participa  en las Elecciones generales de 2009 con su partido político denominado Movimiento de Unidad Social Patriótica (MUSPA) a la presidencia de Bolivia obteniendo el quinto lugar con 23.257 votos (0.51% de la votación general).

### Secuestro
En 2012, Flores denunció ser víctima de un secuestro en la ciudad de Santa Cruz ,  mismo que habría sido llevado a cabo por una banda de secuestradores y traficantes. Según algunos medios de comunicación bolivianos, Flores llegó a pagar el precio de su captura, recuperando de esa manera su libertad. El informe sobre  su secuestro se convirtió en un noticia nacional.
El 28 de octubre de 2012, la policía boliviana, arrestó a Stephanie Herela y a su padre Richard Herela González, socio comercial de Flores, acusados del secuestro. la acusación establecía la posibilidad de una relación de los Herela con ciudadanos vinculados a las  FARC, además de tener negocios con el narcotráfico. Según la acusación inicial, uno de los involucrados era novio de S. Herela.
En marzo de 2015, y a sus 63 años, Flores vuelve a la política boliviana, participando en los comicios regionales llevados a cabo el 29 de marzo, postulando al cargo de alcaldesa de la ciudad de La Paz por el Movimiento Nacionalista Revolucionario (MNR), cargo para el que no obtuvo votación suficiente.